# Bendamustina
Bendamustina (nome commerciale Levact®, Ribomustin® e Treanda®; conosciuta anche come SDX-105) è un agente antineoplastico peculiare, che associa nella sua struttura chimica un agente alchilante (mostarda azotata) ed un antimetabolita analogo della purina. Bendamustina è utilizzata nel trattamento dei linfomi non Hodgkin indolenti, della leucemia linfatica cronica, del mieloma multiplo e del linfoma di Hodgkin.

## Storia
Bendamustina è stata sintetizzata presso lo ZIMET (Zentralinstitut für Mikrobiologie und experimentelle Therapie ovvero Istituto di Microbiologia e Terapie Sperimentali) di Jena negli anni sessanta. Nella sintesi del nuovo citostatico, Werner Ozegowski e i suoi colleghi hanno inteso unire l'azione citostatica della mostarda azotata a quella antagonista indotta dalle componenti puriniche e amminoacide in un'unica molecola. Dal 1971 al 1992 Jenapharm commercializza nella DDR Bendamustina con il brand di “Cytostasan®” e il farmaco viene utilizzato per il trattamento di: leucemia linfatica cronica, linfoma non Hodgkin, linfoma di Hodgkin, mieloma multiplo e cancro al seno. Dal 1993, Bendamustina viene prodotta e commercializzata in Germania dall'azienda Ribosepharm e successivamente da Fujisawa Deutschland con il brand di Ribomustin®. Nel 2008 la US Food and Drug Administration (FDA) autorizza l'utilizzo di Bendamustina prima nella leucemia linfatica cronica (20 marzo) e successivamente nel trattamento dei linfomi indolenti refrattari a Rituximab (31 ottobre). Il 25 marzo 2009 SwissMedic, l'autorità regolatoria svizzera, autorizza l'immissione in commercio di Bendamustina (Ribomustin®) per il trattamento della leucemia linfatica cronica. Quasi contemporaneamente, l'agenzia regolatoria tedesca (BfArM) approva Bendamustina (Ribomustin®/Levact®) nel trattamento di prima linea della CLL nei pazienti per i quali non è appropriata una chemioterapia contenente fludarabina; nel linfoma non Hodgkin indolente refrattario a Rituximab e nel trattamento di prima linea del mieloma multiplo in associazione a prednisone nei pazienti non eleggibili a trapianto autologo e con una neuropatia clinica alla diagnosi, che preclude l'uso di bortezomib o talidomide. Nel maggio 2011 l'Agenzia italiana del farmaco (AIFA) inserisce Bendamustina nella lista dei farmaci utilizzabili in regime di 648, consentendone l'utilizzo per:
- Leucemia linfatica cronica (utilizzo in prima linea, in associazione, in pazienti non eleggibili a regimi contenenti fludarabina e nelle linee successive alla prima in monoterapia o in associazione)
- Linfoma non Hodgkin indolente (nelle linee successive alla prima in monoterapia o associazione)
- Linfoma di Hodgkin (in pazienti pretrattati con almeno due linee chemioterapiche)

Con la pubblicazione sulla Gazzetta Ufficiale del 21 ottobre 2011, AIFA recepisce le indicazioni europee di Bendamustina, e autorizza l'immissione in commercio del farmaco sul territorio italiano.
Il 29 gennaio 2014, l'AIFA ha ampliato l'utilizzo della bendamustina in regime di 648/96 anche per il: 
- Linfoma non Hodgkin indolente: in prima linea in associazione a rituximab
- Linfoma mantellare: in prima linea in associazione a rituximab, in pazienti > 65 anni

## Come funziona
Modelli preclinici hanno dimostrato che la bendamustina determina danno diretto al DNA e induce apoptosi anche in cellule resistenti ad altri agenti chemioterapici. (Leoni LM, 2008)

## Utilizzo nei linfomi
Bendamustina, in monoterapia o associata a Rituximab, ha dimostrato una notevole efficacia nel trattamento dei linfomi indolenti e mantellari in ricaduta. Alcuni studi hanno inoltre evidenziato come la combinazione Bendamustina e Rituximab sia più efficace del regime standard di prima linea per i linfomi indolenti (R-CHOP) in termini di risposte al trattamento e di progressione libera da malattia (che raddoppia nei pazienti trattati con Bendamustina), con una significativa riduzione degli eventi avversi. A differenza del trattamento standard, Bendamustina non causa alopecia e comporta un minor rischio di infezioni.
Bendamustina ha mostrato una buona attività nel trattamento dei linfomi di Hodgkin plurirecidivati o non responsivi ad altre terapie.
Bendamustina è risultata efficace anche nel trattamento dei linfomi aggressivi e dei linfomi T in ricaduta o refrattari.

## Utilizzo nella leucemia linfatica cronica
Bendamustina, in monoterapia o associata a Rituximab, è risultata efficace nel trattamento della leucemia linfatica cronica, sia come terapia di prima linea che nei pazienti ricaduti o refrattari ai precedenti trattamenti risultando più efficace e di pari tollerabilità al clorambucil.
Uno studio di fase III sta inoltre confrontando il trattamento Bendamustina associato a Rituximab (BR) con il trattamento standard di prima linea FCR (fludarabina, ciclofosfamide e rituximab). Risultati preliminari indicano che il tasso di risposta globale è invariato nei due bracci dello studio; gli effetti collaterali severi alla chemioterapia sono stati però molto più frequenti nei pazienti trattati con FCR che con BR.

## Utilizzo nel mieloma multiplo
Diversi studi hanno evidenziato l'efficacia di Bendamustina anche in pazienti con mieloma multiplo in recidiva, a fronte di una discreta tollerabilità del farmaco. In monoterapia, nel trattamento di pazienti già sottoposti a numerose linee di chemioterapia, Bendamustina si è dimostrata efficace nel 30% dei pazienti. Studi di fase II ne dimostrano l'efficacia, con tassi di risposta globale del 63-89% se combinata con Talidomide e Prednisone, Talidomide e Desametasone. Bortezomib e Prednisone, Bortezomib e Desametasone, Lenalidomide e Desametasone e Lenalidomide e Prednisone.

## Effetti indesiderati
Gli effetti indesiderati più comuni sono quelli tipici dei farmaci della classe delle mostarde nitrogene e includono leucopenia, diminuzione di emoglobina del sangue, piastrinopenia, infezioni, nausea, vomito, infiammazione delle mucose, aumento del livello di creatinina nel sangue, aumento del livello di urea nel sangue, febbre e fatigue. A differenza di molti altri chemioterapici, Bendamustina non causa alopecia.